# Claterna lavaudeni
Claterna lavaudeni là một loài bướm đêm trong họ Noctuidae.